# Pablo Martín Sánchez
Pablo Martín Sánchez (Reus, Baix Camp, 1977) és un escriptor català que publica novel·les en castellà.

## Biografia
Pablo Martín Sánchez nasqué a Reus el 1977. És graduat superior en Art Dramàtic per l'Institut del Teatre de Barcelona, llicenciat en Teoria de la Literatura i Literatura Comparada per la Universitat de Barcelona, màster en Humanitats per la Universitat Carles III de Madrid, doctor en Llengua i Literatura Franceses per la Université de Lille-3 i en Teoria de la Literatura i de l'Art, i en Literatura Comparada per la Universidad de Granada. Ha treballat com a lector, corrector, traductor i llibreter. És professor de novel·la a l'Escola d'Escriptura de l'Ateneu Barcelonès.
Fundador de la revista Verbigracia, ha traduït autors com Alfred Jarry, Marcel Schwob, Raymond Queneau, Bernard-Marie Koltès o Wajdi Mouawad. Publicà primer un llibre de relats titulat Fricciones (E.D.A. Libros) el 2011. L'any següent publicà la novel·la El anarquista que se llamaba como yo (Acantilado), triada per la revista El Cultural la millor opera prima de l'any. El 2016 publicà la novel·la Tuyo es el mañana (Acantilado). Des del 2014, és membre del Collège de Pataphysique i de l'Oulipo (Ouvroir de Littérature Potentielle).

## Publicacions

### Novel·la
- 2012: El anarquista que se llamaba como yo (Acantilado).
- 2016: Tuyo es el mañana (Acantilado).
- 2020: Diario de un viejo cabezota (Reus, 2066) (Acantilado).

### Relats
- 2011: Fricciones (EDA Libros).